# Oettinger
Oettinger (букв. «еттінгенське») — торговельна марка німецького пива, що походить з баварського містечка Еттінген. Найпопулярніше пиво Німеччини, що позиціонується у дешевому ціновому сегменті. Лідер внутрішнього ринку країни за сукупними обсягами продажів пива (634 мільйони літрів у 2010 році).
Виробляється на п'яти пивоварних підприємствах у різних частинах Німеччини, а також за ліцензійними угодами на іноземних виробничих потужностях. З вересня 2008 року випускається у Росії, з вересня 2011 року — в Україні на виробничих потужностях ПБК «Радомишль».

## Історія
Пивоварню Oettinger було засновано 1731 року у містечку Еттінген як родинне підприємство. На початку XX сторіччя вона продовжувала функціонувати вже у формі державного підприємства. 
1956 року активи броварні викупила родина пивоварів Коллмарів. Завдяки впровадженій у 1970-х революційній на той час для німецького пивного ринку маркетинговій стратегії, що передбачала реалізацію максимально широкого асортименту продукції за мінімальними цінами, концерн Oettinger почав швидко нарощувати обсяги продажів своєї продукції. 
Невдовзі виробничих потужностей броварні в Еттінгені стало недостатньо для задоволення потреби ринку у продукції цієї торговельної марки, і її власники почали розширення бізнесу через придбання інших пивоварних підприємств на території Німеччини. Наразі до складу групи Oettinger, крім броварні у Еттінгені, входять пивоварні заводи у Готі, Шверіні, Менхенгладбасі та Брауншвейзі.

## Маркетингова стратегія
Ключовими факторами успіху на німецькому ринку, що дозволили пиву Oettinger у 2000-х стати найбільш продаваним у країні, були орієнтація на досягнення мінімально можливої ціни та широкого асортименту.
Піднесення маловідомої локальної торговельної марки Oettinger до групи лідерів німецького пивного ринку почалося у 1970-х, коли її власники зуміли сповна скористатися змінами у споживацьких звичках населення Західної Німеччини. У цей період у країні почали активно розвиватися системи супермаркетів, які поступово відвойовували у маленьких локальних магазинів покупців продуктів харчування. Основою успіху великих магазинів було надання покупцям можливості придбати усі необхідні продукти в одному місці і за мінімальну ціну, яка у свою чергу досягалася за рахунок роботи супермаркетів напряму з товаровиробниками на умовах гуртових закупівель. Власники Oettinger припустили, що аналогічним чином німецькі споживачі пива можуть відмовитися від звичних їм торговельних марок заради зручності придбання та економії коштів. Ця стратегія спрацювала і невдовзі торговельна марка, пиво якої було практично відсутнім у пивних ресторанах та маленьких крамничках, натомість продовалося в усіх великих торговельних мережах, стала одним з лідерів німецького пивного ринку.
Мінімізація ціни пива Oettinger досягається через:
- практичну відсутність рекламних витрат;
- зменшення транспортних витрат через використання власного автотранспорту, а також широку географію виробничих потужностей на території Німеччини;
- автоматизація виробництва, яке потребує мінімального використання недешевої людської праці.

Специфікою німецького пивного ринку є наявність потужних регіональних традицій — у кожному регіоні виробляються і продаються насамперед власні, притаманні саме цьому регіону, сорти пива. Тому успіху Oettinger сприяло й те, що ця торговельна марка стала однією з перших «загальнонімецьких» пивних торговельних марок, — під цим брендом мешканець Дюссельдорфа може придбати свій улюблений альт, мюнхенець — традиційне пшеничне, а споживач з півночі країни — найпопулярніший для його регіону пілснер.

## Асортимент напоїв

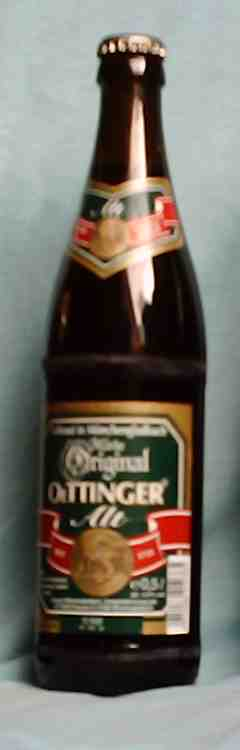
Пляшка Oettinger Alt

Ячмінне пиво:
- Oettinger Pils — класичний німецький пільзнер з вмістом алкоголю 4,7 %, найпопулярніший сорт, виробництво якого здійснюється зокрема й в Україні, на виробничих потужностях ПБК «Радомишль»;
- Oettinger Gold — пом'якшене світле пиво з вмістом алкоголю 4,9 %;
- Oettinger Vollbier Hell — легке світле пиво з вмістом алкоголю 4,7 %;
- Oettinger Export — преміальне світле пиво сорту «експорт» з вмістом алкоголю 5,4 %;
- Oettinger Bock — міцне пиво, бок, з вмістом алкоголю 6,7 %;
- Oettinger Winterbier — спеціальне «сезонне» світле пиво з вмістом алкоголю 5,6 %;
- Oettinger Schwarzbier — чорне пиво з вмістом алкоголю 4,9 %;
- Oettinger Alt — дюссельдорфський ель (альт) з вмістом алкоголю 4,9 %;
- Oettinger Urtyp — світле пиво з вмістом алкоголю 5,6 %;
- Oettinger Leicht — полегшене пиво з вмістом алкоголю 2,8 %;
- Oettinger Alkoholfrei — безалкогольне світле пиво з вмістом алкоголю до 0,5 %;

Пшеничне пиво:
- Oettinger Hefeweißbier — світле пшеничне нефільтроване пиво з вмістом алкоголю 4,9 %;
- Oettinger Dunkles Hefeweißbier — темне пшеничне нефільтроване пиво з вмістом алкоголю 4,9 %;
- Oettinger Kristall-Weizen — світле пшеничне відфільтроване пиво з вмістом алкоголю 4,9 %;
- Oettinger Leichte Weiße — полегшене світле пшеничне пиво з вмістом алкоголю 2,8 %;
- Oettinger Weißbier (Alkoholfrei) — безалкогольне пшеничне світле пиво з вмістом алкоголю до 0,5 %;
- Oettinger Weiss — світле пшеничне нефільтроване пиво з вмістом алкоголю 4,9'' %;

Напої на основі пива:
- Oettinger Malz — безалкогольний солодовий напій.
- Oettinger Radler — традиційний радлер, пиво з додаванням лимонаду, вміст алкоголю 2,5 %;
- Oettinger Mixed — радлер на основі пива і коли, вміст алкоголю 2,5 %;
- Oettinger Weizen & Erdbeere — радлер на основі пшеничного пива і полуничного напою, вміст алкоголю 2,5 %;
- Oettinger Weizen & Grapefruit — радлер на основі пшеничного пива і грейпфрутового напою, вміст алкоголю 2,5 %;
- Oettinger Radler (Alkoholfrei) — безалкогольний радлер, безалкогольне пиво з додаванням лимонаду.